# Nkau Lerotholi
Nkau Lerotholi (Nazareth, Lesoto; 27 de septiembre de 1990) es un futbolista de Lesoto que juega en la posición de defensa y que actualmente milita en el Matlama FC de la Primera División de Lesoto.

## Carrera

### Club
Debutó en 2007 con el Matlama FC, equipo con el que ha sido campeón nacional en tres ocasiones. En 2011 estuvo a punto de jugar con el FK Jagodina de la Superliga de Serbia.

### Selección nacional
Debutó con Lesoto en 2008 y actualmente es el jugador con más apariciones con la selección nacional.

## Logros
- Primera División de Lesoto: 3

2003, 2019, 2022